# Vedettbåt

Typvapen buret av hela fartygsklassen.

Vedettbåt är ett mindre örlogsfartyg avsett för patrullering och minsvepning. Minsvepningsuppgiften försvann dock i praktiken efter den ursprungliga Jägarenklassen då flottan under senare delen av 1930-talet tillfördes specialiserade minsvepare.

## Svenska vedettbåtar
De allra första vedettbåtar som byggdes för sitt ändamål var de fyra båtarna av Jägarenklass som levererades i mitten av 1930-talet. Vedettbåten Jägaren var tidigare prototypfartyg för patrullbåt typ Hugin och är efter ombyggnad till vedettbåt baserad vid marinens sjöinformationskompani i Göteborg (före detta Västkustens marinkommando, MKV)
- HMS Jägaren (V150)

Vedettbåt typ III var baserad vid marinens sjöinformationskompani i Malmö (före detta Öresunds marindistrikt, MDÖ) och ersattes inom sjöbevakningsorganisationen av bevakningsbåt 80, BevB 80.
- HMS Dalarö (V09)
- HMS Sandhamn (V10)
- HMS Östhammar (V11)

## Källhänvisningar
1. ↑   vedettbåt i Nationalencyklopedins nätupplaga. Läst 31 januari 2015.